# Papyrus 78
Papyrus 78 (nach Gregory-Aland mit Sigel {\displaystyle {\mathfrak {P}}}78 bezeichnet) ist eine frühe griechische Abschrift des Neuen Testaments. Dieses Papyrusmanuskript enthält einige Teile des Judasbriefes. Der verbleibende Text umfasst die Verse 4–5 und 7–8. Der Papyrus wurde in eleganter Handschrift geschrieben. Mittels Paläographie wurde er auf das 3. oder 4. Jahrhundert nach Christus datiert.

## Text
Der griechische Text des Kodex repräsentiert den Alexandrinischen Texttyp. Aland ordnete ihn wegen seines Alters in Kategorie I ein. Comfort bezeichnet {\displaystyle {\mathfrak {P}}}78 als einen freien Text.
Die Handschrift wird in der Bodleian Art, Archaeology and Ancient World Library als P. Oxy. 2684 in Oxford aufbewahrt.

## Abbildungen
- P.Oxy.LXVI 2684 in der Papyrologie von Oxford’s „POxy: Oxyrhynchus Online“
- {\displaystyle {\mathfrak {P}}}78 recto
- {\displaystyle {\mathfrak {P}}}78 verso